# Gianguido Guidotti
Gianguido Guidotti (Piacenza, 15 gennaio 1937 – Piacenza, 7 dicembre 2024) è stato un politico italiano, sindaco di Piacenza dal 1998 al 2002 per il centrodestra.

## Biografia
Gianguido Guidotti nacque a Piacenza il 15 gennaio 1937 dove nel 1966 fondò il suo studio legale. Nel 1998 Gianguido Guidotti si candidò a Sindaco di Piacenza a capo di una lista civica denominata Polo per le Libertà che racchiude FI, AN e CCD in un solo singolo simbolo unitario senza i tradizionali loghi di partito. Nel primo turno del 24 maggio 1998 ottiene 23.032 preferenze pari al 35,71% classificandosi secondo dietro al candidato dell'Ulivo Ultimino Politi (26.582 preferenze pari al 41,21%). Siccome nessun candidato ha ottenuto la maggioranza assoluta delle preferenze, il 7 giugno 1998 è stato istituito il turno di ballottaggio: grazie all'apparentamento con la lista civica che al 1º turno era collegata con il candidato a Sindaco Massimo Polledri (esponente della Lega Nord Padania, partito politico che in via ufficiale non ha fatto l'apparentamento spostando il proprio simbolo, a causa dei pessimi rapporti tra il centrodestra nazionale e i vertici federali della Lega di quel tempo, preferendo quindi limitarsi a fare lo spostamento della lista civica collegata) e grazie anche all'apparentamento con il Partito Pensionati che al 1º turno sosteneva il candidato a Sindaco Giorgio Soprani, il ballottaggio è stato vinto da Guidotti che quindi ha ottenuto l'incarico di Sindaco e la sua lista Polo per le Libertà ha ottenuto in Consiglio Comunale tutti i 22 seggi previsti dal premio di maggioranza a favore della lista collegata al vincitore eletto Sindaco (nonostante l'apparentamento, la lista civica di Polledri e il Partito Pensionati di Soprani non hanno ottenuto un quoziente elettorale sufficiente a produrre dei seggi). Il combinato disposto tra questa vittoria del centrodestra piacentino al ballottaggio (28.406 preferenze pari al 51,10% a favore di Guidotti contro le 27.185 preferenze pari al 48,90% a favore di Politi) e l'elezione di Elvio Ubaldi (esponente della lista civica di centro Civiltà Parmigiana sostenuto anche da FI fin dal I turno) a Parma nel medesimo turno elettorale spinse il noto quotidiano di centrosinistra La Repubblica a titolare «Espugnate le roccaforti rosse». Eletto come «indipendente di centrodestra», Guidotti è rimasto in carica come Sindaco di Piacenza per l'intero mandato (che a quel tempo durava 4 anni) dal 7 giugno 1998 all'11 giugno 2002, quindi dopo la mancata rielezione nel turno elettorale del 2002 diventa consigliere comunale sempre con l'etichetta di «indipendente di centrodestra».
Secondo il suo ex Assessore Tommaso Foti, Guidotti vinse le elezioni del 1998 anche grazie alla mancata ricandidatura del Sindaco uscente Giacomo Vaciago (indipendente di centrosinistra) che era stato eletto nel turno elettorale del giugno 1994. Guidotti (sostenuto anche dal vertice nazionale del centrodestra durante la sua campagna elettorale per cercare la rielezione) nel turno elettorale del 2002, nonostante l'alleanza con la Lega fin dal 1º turno e nonostante gli apparentamenti in vista del ballottaggio con alcune delle liste civiche minori (Piacenza dei Valori di Stefano Tassi e di Unione Riformista di Renzo Cantarelli) che al 1º turno correvano fuori dalla coalizione di centrodestra, viene sconfitto al ballottaggio da Roberto Reggi. Guidotti poco tempo dopo le elezioni del 2002 si è dimesso dal Consiglio Comunale (dove era stato eletto come primo dei consiglieri della sua coalizione sconfitta) ritirandosi dalla politica attiva: nel 2007 ha sostenuto il candidato del centrodestra (che correva insieme a Lega e UDC) Dario Squeri, nel 2012 sostenne il candidato del PDL (che correva senza i centristi dell'UDC e senza i leghisti che correvano con propri candidati autonomi) Andrea Paparo (che era stato il suo Assessore per le Politiche Giovanili in quota Alleanza Nazionale) e nel 2017 sostenne la candidatura di Massimo Trespidi (che era stato il suo Vice Sindaco in quota Forza Italia nella fase finale della sua Giunta) fuori dalla coalizione di centrodestra (senza i centristi schieratisi con Trespidi) che vinse le elezioni del 2017 tramite la candidatura dell'avvocatessa Patrizia Barbieri (indipendente di centrodestra sostenuta dalla lista civica Prima Piacenza e dalle liste di partito di Lega Nord, Fratelli d'Italia-AN, Partito Pensionati e Forza Italia).
Nel gennaio 2014 durante la polemica a proposito del rimpasto della giunta comunale guidata da Paolo Dosi (PD) gli ex Sindaci di Piacenza Stefano Pareti (Partito Socialista Italiano, in carica dal 1980 al 1985), Franco Benaglia (Partito Socialista Italiano, in carica dal 1990 al 1992), Anna Braghieri (Democrazia Cristiana, in carica dal 1992 al 1993) e Giacomo Vaciago (indipendente di centrosinistra sostenuto dalla Alleanza dei Progressisti in carica dal 1994 al 1998) insieme a Guidotti si sono tutti schierati contro il Sindaco a quel tempo in carica Paolo Dosi (un evento mai accaduto prima secondo la stampa locale piacentina) perché secondo tutti gli ex Sindaci citati il rimpasto effettuato da Dosi (con le relative polemiche che hanno spaccato la sua maggioranza di centrosinistra e infiammato tutte le opposizioni) è «peggio della Prima Republica» e nel dicembre 2016 Dosi, anche a causa di questa controversia, annunciò il proprio ritiro dalla politica attiva rinunciando a ricandidarsi come Sindaco per ottenere un secondo (e ultimo) mandato.

## Vita privata
Ebbe tre figli, Alessandro, Elena e Marco.